# Tachytrechus
Tachytrechus is een geslacht van vliegen uit de familie van de slankpootvliegen (Dolichopodidae). De wetenschappelijke naam van het geslacht is voor het eerst geldig gepubliceerd in 1851 door Alexander Henry Haliday, de auteur van het deel Dolichopodidae in Francis Walkers Insecta Britannica. Diptera.
Hermann Friedrich Stannius had dit geslacht in 1831 opgericht onder de naam Ammobates. Deze naam bleek echter reeds in gebruik voor een geslacht van bijen (Ammobates Latreille, 1809). Haliday voerde daarom de naam Tachytrechus in als nomen novum ter vervanging van Ammobates. Stannius had Tachytrechus zelf gebruikt in zijn artikelenreeks van 1831, maar die naam was een nomen nudum gebleven.
In 1878 verdeelde Josef Mik Ammobates in twee geslachten, Ammobates en Macelloceras, voornamelijk op basis van verschillen in de voelsprieten van de mannetjes. Maar Charles T. Greene vond in 1922 dat deze toch een geslacht vormden.
Tachytrechus komt voor in alle zoögeografische provincies van de wereld, behalve in de poolstreken. Er zijn minstens 125 soorten gekend, waarvan de meeste uit het Neotropisch gebied en het Holarctisch gebied.

## Soorten
- T. albonotatus (Loew, 1864)
- T. ammobates (Haliday, 1851)
- T. angulatus (Van Duzee, 1914)
- T. angustipennis Loew, 1862
- T. argyropus Becker, 1922
- T. auratus (Aldrich, 1896)
- T. beckeri Lichtwardt, 1917
- T. binodatus Loew, 1866
- T. boharti Harmston, 1968
- T. californicus (Harmston and Knowlton, 1943)
- T. castus (Wheeler, 1899)
- T. clarus Parent, 1927
- T. consobrinus (Haliday, 1851)
- T. chetiger Parent, 1920
- T. dilaticosta (Van Duzee, 1927)
- T. doriae Bezzi, 1925
- T. duplicatus Harmston, 1972
- T. eucerus Loew, 1869
- T. flabellifer (Osten Sacken, 1877)
- T. flavitibialis (Van Duzee, 1930)
- T. floridensis Aldrich, 1896
- T. genualis Loew, 1857
- T. granditarsis Greene, 1922
- T. greeni Foote, Coulson, and Robinson, 1965
- T. hamatus Loew, 1871
- T. indianus (Harmston and Knowlton, 1946)
- T. insignis (Stannius, 1831)
- T. kowarzi Mik, 1864
- T. laticrus Van Duzee, 1918
- T. mchughi Harmston, 1972
- T. melaleucus Gerstacker, 1864
- T. melanolepis (Bezzi, 1906)
- T. milleri Harmston, 1966
- T. moechus Loew, 1861
- T. mysticus (Becker, 1922)
- T. nigrifemoratus (Van Duzee, 1927)
- T. nimius (Aldrich, 1901)
- T. nitidus (Van Duzee, 1927)

- T. notatus (Stannius, 1831)
- T. novus Parent, 1927
- T. ocior Loew, 1869
- T. olympiae (Aldrich, 1896)
- T. planitarsis Becker, 1907
- T. protervus Melander, 1900
- T. ripicola Loew, 1857
- T. robustus Lichtwardt, 1917
- T. rotundipennis Greene, 1922
- T. sanus Osten Sacken, 1877
- T. simulatus Greene, 1922
- T. spinitarsis (Van Duzee, 1924)
- T. tahoensis Harmston and Knowlton, 1940
- T. tenuiseta Greene, 1922
- T. transitorius Becker, 1917
- T. utahensis Harmston and Knowlton, 1940
- T. volitans Melander, 1900
- T. vorax Loew, 1861